# Sistemi di misurazione
In questa pagina sono elencati i principali sistemi d'unità di misura.

## Sistemi metrici
I sistemi metrici di unità si sono evoluti, sin dalla loro adozione come primo sistema definito di unità di misura, in Francia nel 1791, in piena rivoluzione. Durante questa evoluzione, questi sistemi si sono affermati in tutto il mondo, prima nei paesi non anglosassoni, e più recentemente in quelli di madrelingua inglese.
I multipli e i sottomultipli, nei sistemi metrici, sono relazionati in base a potenze di dieci; i nomi dei multipli e dei sottomultipli, sono detti prefissi. Questa relazione basata sulle potenze di dieci è facilmente compatibile con il sistema decimale di numeri, e ha segnato il successo dei sistemi metrici, grazie alla loro convenienza.
Nei primi sistemi metrici, c'erano due unità fondamentali, o unità di base: il metro per la lunghezza, e il grammo per la massa. Le altre unità di lunghezza e di massa, tutte le unità di area e volume, e tutte le unità composte, come la densità, erano derivate dalle due unità fondamentali.
Le "Mesures usuelles" (dal francese: "unità di misura consuetudinali") era un sistema di unità di misura introdotto come compromesso tra il sistema metrico e le unità di misura tradizionali. Venne usato in Francia tra il 1812 e il 1839. Una proposta simile per metricare i sistemi di misure inglesi non venne ufficialmente adottata.
Esiste più di un sistema metrico, anche se tutti sono caratterizzati dalle unità di lunghezza (metro) e peso (grammo o chilogrammo). I principali sono il sistema CGS usato in campo scientifico, il sistema MTS usato unicamente in Unione Sovietica tra il 1933 e il 1955, e il sistema MKS, il più comunemente usato oggi.
L'attuale standard internazionale è il sistema internazionale di unità di misura (SI). Questo sistema deriva dal sistema MKS, basato sul metro, chilogrammo e secondo, con l'aggiunta di altre quattro unità fondamentali: il kelvin, l'ampere, la candela, e la mole.
Il SI include due classi di unità che sono state definite da accordi internazionali.
La prima è la classe delle sette Unità di base, per lunghezza, massa, temperatura, tempo, corrente elettrica, intensità luminosa e quantità di sostanza. La seconda è la classe delle Unità derivate. Queste unità vengono definite con la composizione delle sette unità di base. Alcune quantità espresse in termini di unità derivate sono il lavoro, l'energia e la potenza.

## Sistemi imperiale britannico e consuetudinario USA

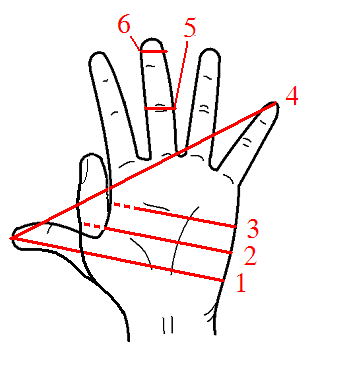
Le unità del sistema imperiale britannico prendono come riferimento alcune lunghezze caratteristiche della mano, come la lunghezza di una spanna (4) o del palmo (3).

Sia il sistema imperiale britannico, sia il sistema consuetudinario USA, derivano dalle antiche unità inglesi. Le unità imperiali erano molto usate nei paesi del Commonwealth e nei paesi dell'Impero britannico. Entrambi questi sistemi sono ancora abbastanza utilizzati, ma vengono rapidamente rimpiazzati in tutto il mondo dal sistema internazionale. Le unità americane rappresentano ancora il principale sistema di misura degli Stati Uniti, anche se sono stati fatti diversi passi avanti nel tentativo di adottare le unità SI (metricazione). Le unità del SI sono preferite in alcuni campi, come la scienza, la medicina e la tecnologia.
Questi due sistemi sono strettamente relazionati: esistono comunque alcune differenze. Le unità di lunghezza e di area (il pollice, il piede, la iarda, il miglio etc.) sono praticamente identici, eccetto per la definizione. Le unità di massa e di peso differiscono nelle unità più grandi, come ad esempio la libbra (lb.). Il sistema imperiale utilizza la "stone" (che in italiano vuol dire pietra ma non ha senso tradurre il nome di questa unità di misura) che vale 14 lb., il grande quintale, che vale 112 lb. e la grande tonnellata che vale 2240 lb. Lo "stone" non è utilizzato nel sistema statunitense e il quintale e la tonnellata sono più piccoli, essendo rispettivamente 200 lb. e 2000 lb. .
Le differenze tra i due sistemi, sono invece considerevoli nelle rispettive unità di volume. Un'oncia liquida (fl. oz.) statunitense è poco più grande del corrispettivo imperiale (la prima è circa 29,6 millilitri (ml) e il secondo 28,4 ml). A causa di questo, però, la pinta statunitense misura 16 fl. oz. statunitensi, mentre la pinta imperiale misura 20 fl. oz. imperiali. Lo stesso vale per il quarto, il gallone, etc. Sei galloni statunitensi sono poco più piccoli di cinque galloni imperiali.

## Unità naturali
Generalmente, i sistemi di unità di misura si basano su grandezze arbitrarie, che in seguito vengono adottate come standard. Vari sistemi, invece, si basano su delle grandezze fisiche naturali e utilizzano unità di misura che sono pertanto dette unità naturali. Tra di essi vi sono il sistema delle Unità di Planck, quello delle Unità geometriche e quello delle Unità atomiche.

### Unità atomiche
Le unità atomiche (AU) sono un sistema di unità di misura usato nella fisica atomica per descrivere le proprietà degli elettroni. Tutte le unità di questo sistema vengono scelte ponendo uguale ad uno i valori di alcune costanti che descrivono proprietà fondamentali degli elettroni.

## Unità non standard
Alcune unità di misura non standard, che vengono usate spesso sono:
- La tonnellata di TNT, e i suoi multipli, il chilotone il megatone e il gigatone. Vengono usate spesso per esprimere la potenza di eventi che rilasciano molta energia, come ad esempio un'esplosione, un'eruzione vulcanica, un terremoto o l'impatto di un asteroide. Un grammo di TNT come unità di energia è stato definito come 1000 calorie termochimiche o approssimativamente 4184 joule.
- La bomba atomica di Hiroshima. La sua forza viene spesso utilizzata dai mass media e dai libri divulgativi come unità di energia. Il suo valore è di circa 13 chilotoni.
- Il peso di un elefante. Viene spesso usato come termine di paragone nei libri divulgativi o nei documentari televisivi per la taglia di animali preistorici, come i dinosauri. Quest'unità non ha una vera e propria definizione, considerando che la stazza di un elefante varia molto con l'età, il sesso e la specie. Approssimativamente è di 5000 kg (Elefante africano di savana).
- Il campo di football americano, che ha un'area di gioco lunga 100 iarde (circa 91 metri). Questa misura viene usata spesso negli Stati Uniti per indicare l'altezza di un grattacielo o la lunghezza di un parco. Si noti che questa unità si usa per le lunghezze e non per le superfici.

## Unità di valuta
Un'unità di misura applicata ai soldi è chiamata unità d'acconto. Questa è generalmente una valuta emessa da una nazione o una parte di una nazione; sono un esempio il dollaro statunitense e il centesimo del dollaro o l'Euro e il centesimo dell'Euro.